# Pericope dell'adultera

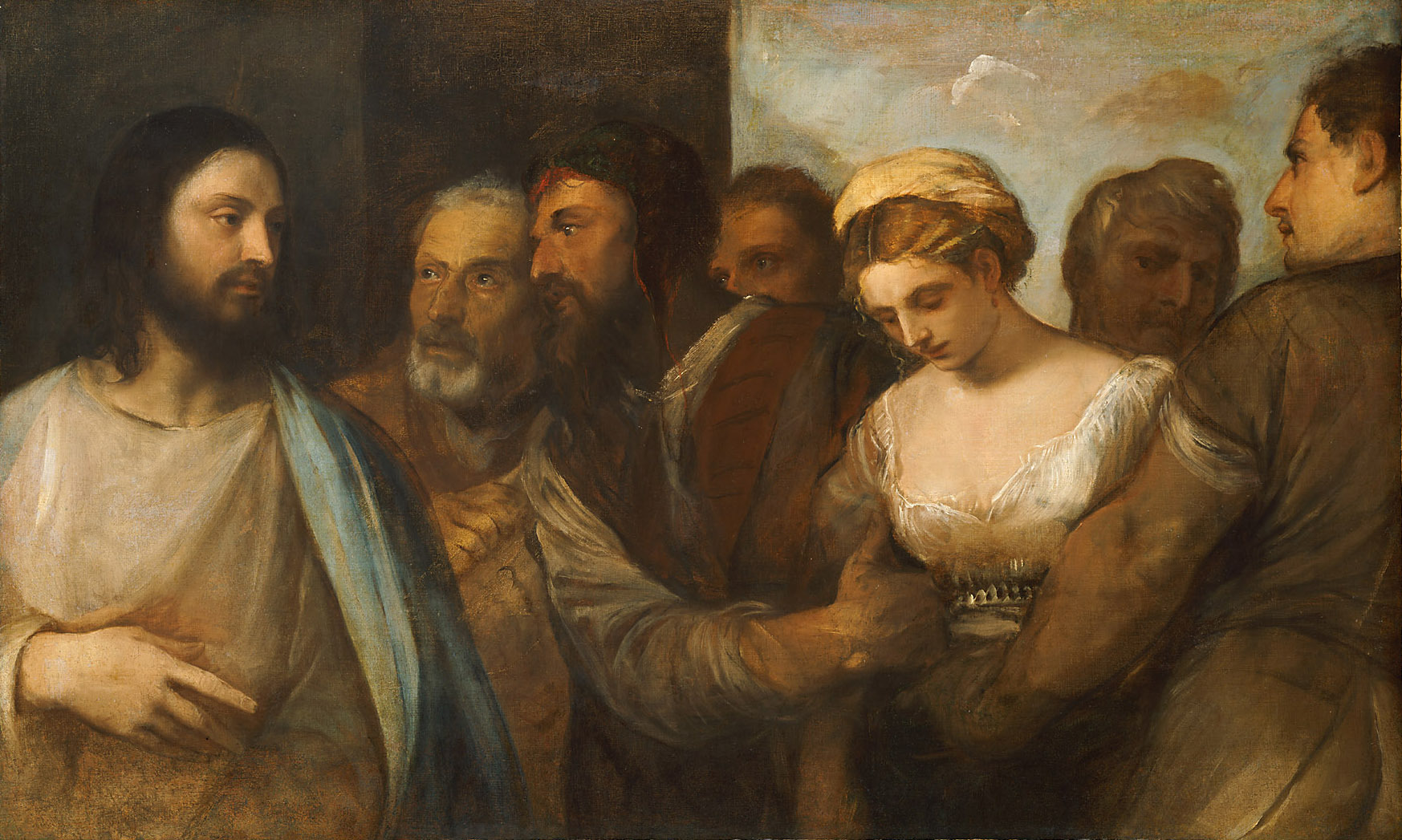
Tiziano, Cristo e l'adultera (1512/1515, Kunsthistorisches Museum, Vienna)

La pericope dell'adultera (popolarmente detta episodio di Gesù e l'adultera) è un passo del Vangelo secondo Giovanni (8,1-11) in cui una donna colta in adulterio è portata dinanzi a Gesù da scribi e Farisei per conoscere il suo parere circa la sua condanna a lapidazione. Si tratta dell'episodio da cui ha origine il detto «Chi è senza peccato, scagli per primo la pietra».
Il brano non compare nei manoscritti più antichi e affidabili del Vangelo secondo Giovanni e questo ha portato la quasi unanimità della critica moderna a non riconoscerlo come facente parte del testo originale di Giovanni.
La canonicità di questa pericope, il suo carattere ispirato e il suo valore storico sono fuori discussione per le Chiese cristiane storiche. Secondo queste ultime, la pericope dell'adultera sarebbe in linea con molti altri passaggi dei vangeli, e avrebbe avuto origine nella tradizione apostolica più antica (la Didascalia apostolorum si riferisce a questa pericope, e probabilmente anche Papia di Ierapoli). Già nel IV secolo, l'episodio con Gesù e la donna sorpresa in adulterio appariva nella Vulgata latina, traduzione che successivamente sarà dichiarata autentica e autoritativa dal concilio di Trento.

## Critica testuale
Questa pericope non è presente nel suo posto canonico in nessuno dei più antichi manoscritti evangelici in greco conservatisi; né nei due papiri del III secolo che contengono il Vangelo secondo Giovanni ({\displaystyle {\mathfrak {P}}}66 e {\displaystyle {\mathfrak {P}}}75), né nei due codici risalenti al IV secolo, il Codex Sinaiticus e il Codex Vaticanus. Il manoscritto greco più antico che contiene questo brano è il Codex Bezae, un testo in greco e latino del V secolo.
Papia di Ierapoli riferisce, intorno al 125, di una storia di Gesù e di una donna "accusata di molti peccati" contenuta nel Vangelo degli Ebrei, forse un riferimento a questo brano. Un riferimento più certo alla pericope è invece contenuto nella Didascalia apostolorum, un'opera in lingua siriaca del III secolo, che però non indica se il brano proveniva da un vangelo ed eventualmente da quale.
In un'opera ritrovata nel 1941 e composta da Didimo il Cieco (seconda metà del IV secolo), si fa riferimento alla pericope adulterae, affermando che si trova in "molti vangeli". Oggi si ritiene che il brano fosse presente in un numero ristretto di manoscritti greci del IV secolo copiati ad Alessandria d'Egitto: a favore di questa ricostruzione è anche la presenza di un segno alla fine del capitolo 7 del Vangelo secondo Giovanni del Codex Vaticanus, copiato in Egitto, che indica che una versione alternativa in quel punto era nota allo scriba. Girolamo racconta che la pericope era presente in molti manoscritti greci e latini, alla fine del IV secolo; le sue parole sono confermate da Ambrogio e Agostino, il quale riferisce che il brano sarebbe stato rimosso volontariamente da alcune copie per evitare l'impressione che Gesù avesse giustificato l'adulterio. In ogni caso, nessun Padre della Chiesa del primo millennio accenna a tale pericope nel quarto vangelo, inclusi anche coloro che dedicarono un'analisi accurata al Vangelo secondo Giovanni, come Origene, Giovanni Crisostomo e Nonno di Panopoli, mentre Didimo il Cieco nel IV secolo, quando parla del racconto di un'adultera, non fa riferimento ad alcun vangelo canonico e si riferisce ad un racconto simile. Il primo autore greco a menzionare la pericope dell'adultera è, nel XII secolo, Eutimio Zigabeno, il quale commenta comunque che le copie più affidabili del quarto vangelo non contenevano tale brano. Anche le chiese copte antiche non lo inserirono nella loro Bibbia. Attualmente, in molte bibbie - ritenendo la quasi unanimità degli studiosi, anche cristiani, che tale brano non fosse presente originariamente né in Giovanni, né in nessuno degli altri vangeli canonici - questo brano viene racchiuso tra parentesi o segnalato in nota come estraneo al testo originale.

### Testimonianze manoscritte

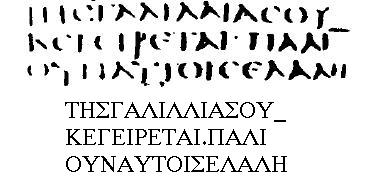
Vangelo secondo Giovanni nel Codex Sinaiticus, in cui la pericope manca

Sia l'edizione del Novum Testamentum Graece (NA27) che quella della United Bible Societies (UBS4) forniscono un apparato critico per la pericope, ma la segnano tra doppie parentesi quadre, ad indicare che si tratta di un'aggiunta posteriore al testo. L'USB4 giudica la propria ricostruzione delle parole della pericope come 'A', in quanto gli autori sono virtualmente certi che queste parole sono quelle originali dell'aggiunta.
1. Testimonianze che escludono la pericope:
  - Papiri 66 (200 circa), 75 (inizio III secolo) e 45 (250 circa);
  - Codices Sinaiticus e Vaticanus (IV secolo), apparentemente anche Alexandrinus e Ephraemi (V secolo), Codices Washingtonianus e Borgianus (V secolo), Regius (VIII secolo), Athous Lavrensis (800 circa), Petropolitanus Purpureus, Macedoniensis, Sangallensis e Koridethi (IX secolo) e Monacensis (X secolo);
  - Onciali 0141 e 0211;
  - Minuscoli 3, 12, 15, 21, 22, 32, 33, 39, 63, 96, 124, 134, 151, 157, 169, 209, 228, 297, 388, 391, 401, 416, 445, 488, 496, 499, 501, 565, 578, 584, 703, 723, 730, 731, 741, 742, 768, 770, 772, 776, 777, 788, 799, 800, 827, 828, 843, 896, 1100, 1178, 1230, 1241, 1242, 1253, 1333, 2193 e 2768;
  - la maggior parte dei lezionari;
  - alcuni manoscritti della Vetus Latina, la maggior parte delle versioni siriache, sahidiche, gotiche, armene e georgiane;
  - Diatessaron (II secolo);
  - apparentemente Clemente Alessandrino (morto nel 215), Tertulliano (morto nel 220), Origene di Alessandria (morto nel 254), Cipriano (morto nel 258), Nonno di Panopoli (morto nel 431), Cirillo di Alessandria (morto nel 444) e Cosma Indicopleuste (morto nel 550).
2. Testimonianze che escludono la seconda parte (solo 7,53-8,2[13], non 8,3-11[14])
  - Minuscolo 795
3. Testimonianze che escludono la prima parte (solo 8,3-11[15])
  - ℓ 4, ℓ 67, ℓ 69, ℓ 70, ℓ 71, ℓ 75, ℓ 81, ℓ 89, ℓ 90, ℓ 98, ℓ 101, ℓ 107, ℓ 125, ℓ 126, ℓ 139, ℓ 146, ℓ 185, ℓ 211, ℓ 217, ℓ 229, ℓ 267, ℓ 280, ℓ 282, ℓ 376, ℓ 381, ℓ 386, ℓ 390, ℓ 396, ℓ 398, ℓ 402, ℓ 405, ℓ 409, ℓ 417, ℓ 422, ℓ 430, ℓ 431, ℓ 435 (8,2-11), ℓ 462, ℓ 464, ℓ 465, ℓ 520 (8,2-11)
4. Testimonianze che includono la pericope,
  - Codex Bezae (V secolo), Codices Boreelianus, Seidelianus I, Seidelianus II, Cyprius, Campianus e Nanianus (IX secolo), Tischendorfianus IV (X secolo);
  - Minuscolo 28, 318, 700, 892, 1009, 1010, 1071, 1079, 1195, 1216, 1344, 1365, 1546, 1646, 2148, 2174;
  - il tipo testuale bizantino;
  - ℓ 79, ℓ 100 (8,1-11), ℓ 118, ℓ 130 (8,1-11), ℓ 221, ℓ 274, ℓ 281, ℓ 411, ℓ 421, ℓ 429 (8,1-11), ℓ 442 (8,1-11), ℓ 445 (8,1-11), ℓ 459;
  - la maggior parte dei manoscritti della Vetus Latina, la Vulgata (Codex Fuldensis), alcune versioni siriache, bohariche, armene ed etiopiche;
  - Didascalia apostolorum (III secolo), Didimo il Cieco (IV secolo), Ambrosiaster (IV secolo), Ambrogio di Milano (morto nel 397), Giovanni Crisostomo (morto nel 407), Girolamo (morto nel 420), Agostino d'Ippona (morto nel 430).
5. Testimonianze che mettono in dubbio la pericope segnandola con un asterisco o un obelo:
  - Codex Vaticanus 354 (S) e i Minuscoli 4, 8, 35, 83, 161, 164, 165, 166, 167, 168, 200, 202, 285, 338, 348, 363, 367, 376, 386, 407, 443, 478, 479, 532, 547, 553, 656, 662, 685, 757, 758, 769, 781, 797, 801, 824, 825, 829, 844, 845, 873, 897, 922, 1073, 1077, 1092, 1099, 1187, 1189, 1443 e 1445 includono tutta la pericope da 7,53;
  - il martirologio del Lezionario 185 include 8,1 e seguenti;
  - Codex Basilensis (E) include 8,2 e seguenti; Codex Tischendorfianus III (Λ) e Petropolitanus (П) oltre ai martirologi dei Lezionari ℓ 86, ℓ 211, ℓ 1579 e ℓ 1761 includono 8,3 e seguenti. Minuscolo 807 è un manoscritto con una catena, ma solo in Giovanni 7,53-8,11 è senza catena. Si tratta di una caratteristica dei manoscritti tardo-bizantini simili alla Famiglia Kr, che segnano questa pericope con obeli; secondo Maurice Robinson questi segni servono a ricordare ai lettore che questi versetti devono essere omessi dalla lettura del vangelo per Pentecoste, non per mettere in discussione l'autenticità del passaggio.
6. Testimonianze che collocano la pericope altrove:
  - la Famiglia 1, i minuscoli 20, 37, 135, 207, 301, 347, e quasi tutte le versioni armene pongono la pericope dopo Giovanni 21,25[16];
  - la Famiglia 13 la colloca dopo Luca 24,53[17]. Un correttore di Minuscolo 1333 aggiunse i versetti 8,3-11 dopo Luca 24,53[18];
  - Minuscolo 129, 259, 470, 564, 831, e 1356 collocano i versetti 8,3-11 dopo Giovanni 21,25[19];
  - Minuscolo 826 colloca la pericope dopo Luca 21,38[20].
7. Testimonianze con aggiunte successive:
  - nel Codex Ebnerianus e nei minuscoli 284, 431, 461, 470 e 2174 una mano successiva aggiunse la pericope alla fine di Giovanni o a margine.

## L'ipotesi dell'interpolazione
Il brano non compare nei manoscritti più antichi e affidabili del Vangelo secondo Giovanni e questo ha portato la quasi unanimità della critica moderna a non riconoscerlo come facente parte del testo originale di Giovanni. La pericope "non presenta infatti il caratteristico stile giovanneo e rompe i discorsi tenuti da Gesù durante la festa delle capanne. Lo stile e la sensibilità che presenta la farebbero avvicinare a Luca, in alcuni codici importanti viene infatti inserita subito dopo Luca 21,28, anche se non sembra sia sua (Becker)".
Già nel IV secolo, l'episodio con Gesù e la donna sorpresa in adulterio appariva nella Vulgata latina, traduzione che successivamente sarà dichiarata autentica e autoritativa dal concilio di Trento.
La pericope dell'adultera - dagli studiosi quindi riconosciuta pressoché unanimemente come un'aggiunta posteriore - inizia a comparire regolarmente nei manoscritti attorno al IX secolo, circa 800 anni dopo la stesura del Vangelo secondo Giovanni e, inoltre, non era originariamente presente neppure in nessuno degli altri vangeli canonici. Il racconto è anche ritenuto poco preciso in alcuni dettagli storici: se la donna adultera era stata sorpresa in flagrante, pare strano che non si accenni all'uomo che era con lei nel frangente; la legge mosaica - in Lv20,10 - prescriveva infatti che fossero entrambi colpevoli e quindi da lapidare insieme.
Anche quasi tutti gli studiosi cristiani - benché taluni evidenzino come l'episodio potrebbe adattarsi alla persona di Gesù - concordano ormai come tale pericope non appartenga al Vangelo secondo Giovanni e gli esegeti dell'interconfessionale Bibbia TOB confermano che "tutti sono d'accordo nel riconoscere che si tratta di un pezzo di origine sconosciuta, inserito più tardi", mentre gli studiosi curatori del "Nuovo Grande Commentario Biblico" - rilevando anch'essi come il testo non sia presente nei manoscritti più antichi ed affidabili e non sia compatibile con lo stile giovanneo - ritengono che l'interpolazione successiva  potrebbe essere stata inserita da un copista per rimediare "le transizioni un poco goffe, gli improvvisi cambiamenti di tema e la mancanza di ambientazione" dei capitoli 7 e 8, dovuti a un complesso processo per l'"edizione del materiale di questi capitoli". Questo aneddoto deriva verosimilmente da una tradizione orale su Gesù che fu successivamente aggiunta da un copista ai margini di un manoscritto del Vangelo secondo Giovanni e, successivamente, inglobata in questo; in altri manoscritti, alcuni copisti inserirono invece l'episodio dell'adultera in differenti parti dei vangeli, come dopo Gv21,25 oppure dopo Lc21,38.
La Bibbia CEI (nella sua edizione del 2008) afferma in una nota che "il testo è assente dalla maggior parte degli scritti greci e delle versioni antiche. Lo stile lo accosta all'autore del Luca, nel cui vangelo (dopo 21:38) lo inseriscono diversi manoscritti. Nella Chiesa è conosciuto fin dal II secolo e se ne riconosce la canonicità."

## Lezionario
Nella liturgia la pericope dell'adultera si legge nel rito romano riformato la V domenica di Quaresima dell'anno C e il lunedì della V settimana di Quaresima negli anni A e B. Nel rito romano tradizionale si legge il sabato dopo la III domenica di Quaresima (con parziale ripresa nel Communio). 
Nel rito ambrosiano riformato si legge alla penultima domenica dopo l'Epifania dell'anno A. e al sabato della settimana della VII domenica dopo Pentecoste dell'anno II. Nel rito ambrosiano tradizionale si legge alla domenica II di ottobre. e parzialmente nell'antifona dopo il Vangelo della festa di Santa Maria Maddalena . 
Nel rito bizantino non si legge..

### Riferimenti
1. ↑   Gv 8,1-11, su La Parola - La Sacra Bibbia in italiano in Internet.
2. ↑  Petersen, p. 192; Bruce Metzeger, A Textual Commentary on the Greek New Testament, (London: United Bible Societies, 1971), p. 220; Paul Copan, William Lane Craig, Contending with Christianity's Critics: Anwering New Atheists and Other Objectors, B&H Publishing Group, 2009, ISBN 0805449361, pp. 154-155.
3. ↑   Chris Keith, Recent and Previous Research on the Pericope Adulterae, in Currents in Biblical Research, vol. 6, n. 3, 2008,  pp. 377–404, DOI:10.1177/1476993X07084793.
4. 1 2  (ES) Raymond E. Brown, El Evangelio según Juan, vol. 1, Madrid, Ediciones Cristiandad, 2000,  pp. 623-631, ISBN 84-7057-426-4.
5. ↑  'Pericope adulterae', in FL Cross (a cura di), The Oxford Dictionary of the Christian Church, New York, Oxford University Press, 2005.
6. ↑  (ES) Escuela Bíblica de Jerusalén, Biblia de Jerusalén (Edición Española), Bilbao, Desclée de Brouwer, 1975,  p. 1519, ISBN 84-330-0022-5.
7. 1 2  (LA)  Vulgata hieronymiana
8. 1 2  (EN) Council of Trent Session 4, Dec. 1, su history.hanover.edu. URL consultato il 13 gennaio 2011.
9. ↑  Agostino, De adulterinis conjugiis, ii.6–7. Citato in Wieland Willker, A Textual Commentary on the Greek Gospels, Vol. 4b, p. 10.
10. ↑  Bart Ehrman, Prima dei vangeli, Carocci Editore, 2017, pp. 41-42, ISBN 978-88-430-8869-0.
11. ↑  Bruce Metzger e Bart Ehrman, Il testo del Nuovo Testamento, Paideia Editrice, 2013, pp. 276-277, ISBN 978-88-394-0853-2.
12. ↑   Gv 7,52-8,12, su La Parola - La Sacra Bibbia in italiano in Internet.
13. ↑   Gv 7,53-8,2, su La Parola - La Sacra Bibbia in italiano in Internet.
14. ↑   Gv 8,3-11, su La Parola - La Sacra Bibbia in italiano in Internet.
15. ↑   Gv 8,3-11, su La Parola - La Sacra Bibbia in italiano in Internet.
16. ↑   Gv 21,25, su La Parola - La Sacra Bibbia in italiano in Internet.
17. ↑   Lc 24,53, su La Parola - La Sacra Bibbia in italiano in Internet.
18. ↑   Lc 24,53, su La Parola - La Sacra Bibbia in italiano in Internet.
19. ↑   Gv 21,25, su La Parola - La Sacra Bibbia in italiano in Internet.
20. ↑   Lc 21,38, su La Parola - La Sacra Bibbia in italiano in Internet.
21. ↑  Petersen, p. 192; Bruce Metzeger, A Textual Commentary on the Greek New Testament, London, United Bible Societies, 1971, p. 220; Paul Copan, William Lane Craig, Contending with Christianity's Critics: Anwering New Atheists and Other Objectors, B&H Publishing Group, 2009, ISBN 0-8054-4936-1, pp. 154-155.
22. ↑  "Pericope adulterae", in FL Cross (a cura di), The Oxford Dictionary of the Christian Church, New York, Oxford University Press, 2005.
23. ↑   Lc 21,28, su La Parola - La Sacra Bibbia in italiano in Internet.
24. ↑  Giuseppe Segalla, Introduzione al Vangelo di Giovanni, in La Bibbia nuovissima versione dai testi originali, Edizioni San Paolo, 1991, p. 641.
25. ↑   Lv20,10, su La Parola - La Sacra Bibbia in italiano in Internet.
26. ↑  Bart Ehrman, Il Nuovo Testamento, Carocci Editore, 2015, p. 180, ISBN 978-88-430-7821-9.
27. ↑  Bart Ehrman, Gesù non l'ha mai detto - Millecinquecento anni di errori e manipolazioni nella traduzione dei vangeli, Mondadori, 2007, pp.74-76,95, ISBN 978-88-04-57996-0.
28. ↑  Bart Ehrman, I Cristianesimi perduti, Carocci Editore, 2005, p. 279, ISBN 978-88-430-6688-9.
29. ↑  Bart Ehrman, Sotto falso nome, Carocci Editore, 2012, p. 225, ISBN 978-88-430-6627-8.
30. ↑  Bibbia TOB, Nuovo Testamento Vol.3, Elle Di Ci Leumann, 1976, pp. 294-295, 318.
31. ↑  Raymond E. Brown, Joseph A. Fitzmyer, Roland E. Murphy, Nuovo Grande Commentario Biblico, Queriniana, 2002, pp. 1243, 1261-1262, 1264, ISBN 88-399-0054-3.
32. ↑   Gv21,25, su La Parola - La Sacra Bibbia in italiano in Internet.
33. ↑   Lc21,38, su La Parola - La Sacra Bibbia in italiano in Internet.
34. ↑  Bart Ehrman, Misquoting Jesus, The story behind who changed the Bibble and why, HarperOne, 2005, pp. 63-65, 265, ISBN 978-0-06-085951-0.
35. ↑   Lc 21:38, su La Parola - La Sacra Bibbia in italiano in Internet.
36. ↑  (EN) CEI Conferenza Episcopale Italiana, La Sacra Bibbia CEI 2008, Edimedia, 12 agosto 2015, ISBN 978-88-6758-102-3. URL consultato il 26 maggio 2021.
37. ↑  Messale dell'assemblea cristiana. Festivo, Elle Di Ci-Esperienze-Edizioni O.R.-Queriniana, 1973, p. 244
38. ↑  Lezionario feriale. Tempi forti
39. ↑   Messale dell'assemblea cristiana. Feriale, Elle Di Ci-Esperienze-Edizioni O.R.-Queriniana, 1982, pp. 293-294
40. ↑  Missale romanum
41. ↑  Letture festive
42. ↑  Ordo feriale, libro III
43. ↑  (LA)  Missale ambrosianum, pp. 328-329
44. ↑  (LA)  Missale ambrosianum, p. 460
45. ↑  (EN)  Lectionary